# Alex Hillhouse
Alex Hillhouse, född 31 mars 1907, död 3 mars 1983, var en australisk friidrottare. Han deltog vid olympiska sommarspelen 1932.